# قطعات نیم‌رسانا

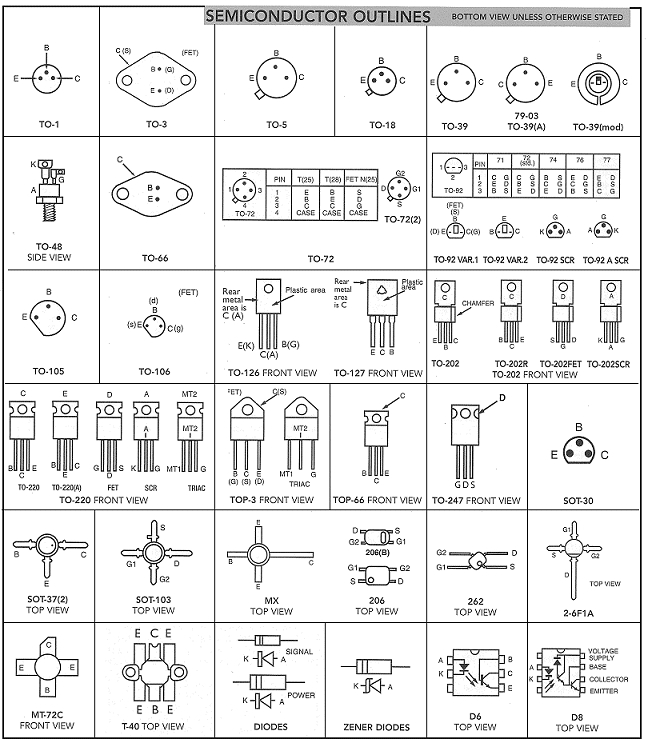
برون‌نماهای برخی از افزاره‌های نیم‌رسانای بسته‌بندی‌شده

افزاره‌های نیم‌رسانا (به انگلیسی: Semiconductor device) یا ادوات نیم‌رسانا یا قطعات نیم‌رسانا یک قطعه الکترونیکی است که از خواص ویژه الکترونیکی مواد نیم‌رسانا، عمدتاً سیلیکُن، ژرمانیوم و گالیم آرسنید و همچنین نیم‌رسانای آلی بهره می‌برد.
قطعات نیم‌رسانا، در بسیاری از کاربردها جایگزینِ لامپ‌های خلاء شده‌اند. آن‌ها به‌جای استفاده از حالت گازی یا گسیل گرمایونی در خلاء، از رسانایی الکتریکی در حالت-جامد استفاده می‌کنند.
قطعات نیم‌رسانا، هم به عنوان تجهیزات گسسته و هم به عنوان مدارهای مجتمع (ICها) ساخته می‌شوند. این آی‌سی‌ها می‌توانند تنها دو جزء تا میلیاردها جزء داشته باشند. این مدارهای مجتمع روی یک لایه رسانا یا ویفر به هم پیوسته می‌شوند.
مواد نیم‌رسانا، به این دلیل مفید هستند که می‌توان رفتارشان را با افزودن ناخالصی به راحتی دستکاری کرد. به این کار آلایش یا دوپینگ گفته می‌شود. رسانایی نیم‌رساناها می‌تواند با قرار گرفتن در یک میدان الکتریکی یا مغناطیسی، قرارگیری در معرض نور یا گرما یا توسط تغییر شکل مکانیکی یک شبکه سیلیکون تک-کریستال آلاینده کنترل گردد؛ درنتیجه می‌توان از نیم‌رساناها حسگرهایی عالی ساخت.

یک پیوند دوقطبی n–p–n ساختار ترانزیستور

رسانش جریان در یک نیم‌رسانا از طریق الکترونهای متحرک یا «آزاد» و حفره‌های الکترونی اتفاق می‌افتد، که به مجموع این دو «حامل‌های بار» گفته می‌شود. تعداد الکترون‌های آزاد یا حفره‌ها درون نیم‌رسانا با آلایش آن با یک نسبت کوچک از یک ناخالصی اتمی (برای مثال توسط فسفر یا بور) بسیار زیاد افزایش پیدا می‌کند.
اگر در یک نیم‌رسانا تعداد حفره‌ها بیشتر از الکترون‌ها باشد به آن نیم‌رسانای نوع-P گفته می‌شود (P به نشانه مثبت (به انگلیسی: Positive) یا بار الکتریکی مثبت است) و اگر تعداد الکترون‌ها بیشتر از حفره‌ها باشد به آن نیم‌رسانای نوع-n گفته می‌شود (n نشانه منفی (به انگلیسی: Negative) و به معنای بار الکتریکی منفی است). اکثر حامل‌های بار آزاد دارای بار منفی هستند.
درهنگام ساخت نیم‌رساناها محل و غلظت آلاینده‌های نوع-p یا نوع-n را دقیقاً کنترل می‌کنند. از اتصال نیم‌رسانای نوع n با نوع p، پیوند p-n ساخته می‌شود.

## دیود
یک دیود نیم‌رسانا، قطعه‌ای است که معمولاً از یک تک-پیوند p_n ساخته شده‌است. در اتصال یک نیم‌رسانا نوع-p و نوع-n، یک ناحیه تخلیه تشکیل می‌دهند، جایی که رسانش جریان توسط حامل‌های اقلیت بار الکتریکی متحرک مهار شده‌است.
زمانی که قطعه، بایاس مستقیم (به انگلیسی: forward bias) است (جانب-p در پتانسیل الکتریکی بالاتری نسبت به جانب-n متصل شده‌است) ناحیه تخلیه کاسته‌شده و می‌تواند جریان قابل توجهی از دیود عبورکند، درحالی که وقتی دیود بایاس معکوس (به انگلیسی: reverse bias) است، ناحیه تخلیه گسترده‌ترشده و بدین ترتیب فقط می‌تواند جریان بسیار کمی از دیود عبورکند.

## لیست افزاره‌های نیم‌رسانای رایج
افزاره‌های دوپایه:
- دیاک
- دیود (دیود یکسوساز)
- دیود گان
- دیود ایمپت
- دیود لیزری
- دیود نورگسیل (LED)
- فتوسل
- فتوترانزیستور
- پین دیود
- دیود شاتکی
- سلول خورشیدی
- دیود خنثی‌ساز ولتاژ گذرا
- دیود تونلی
- ویکسل
- دیود زنر
- دیود ذن

افزاره‌های سه‌پایه:
- ترانزیستور دوقطبی
- ترانزیستور دارلینگتون
- ترانزیستور اثر میدانی
- ترانزیستور دوقطبی با گیت عایق (IGBT)
- یکسوساز کنترل شده سیلیکونی
- تریستور
- ترایاک
- ترانزیستور تک‌پیوندی

افزاره‌های چهارپایه:
- حسگر اثر هال (حسگر میدان مغناطیسی)
- اپتوکوپلر (اپتوکوپلر)